# Кашкулакська печера
Кашкулакська, Кошкулакська, від спотвореного хак. Хосхулах — карстова печера на території Росії (Республіка Хакасія, Ширинський район) в масиві гори Кошкулак (Кашкулак, Хосхулах), розташованої у північних відрогах Кузнецького Алатау.
Має три яруси, сполучених вертикальними колодязями глибиною близько 20 м. Глибина печери — 49 м, загальна протяжність ходів — 820 м. У верхньому ярусі (комплекс гротів «Храмовий», «Мракобіси», «Загиблої пагоди») зустрічаються кальцитові натічні утворення. Нижній ярус (грот «Обвальний») і навіть частково середній ярус (гроти «Скелет» і «Ентузіастів») в сильні паводки періодично затоплюються. Категорія складності печери — 2Б.

## Історична довідка
Привходова частина печери впродовж останніх двох тисяч років використовувалася як культове місце шаманами. Підлогу печери завалено кістками жертовних тварин, втоптаними у глину, вугіллям від жертовних вогнищ. Стіни покриті скам'янілою кіптявою. Основним місцем для жертвопринесень служив Храмовий грот і розташований там сталагміт.
У часи Громадянської війни печера використовувалася як одна з баз загоном білих партизан під командуванням Соловйова.
Уперше Кашкулакська згадується в літературі, ймовірно, у працях О. М. Зайцева в 1904 році, під назвою печери Туримської (за назвою струмка Тюрим).
У 1950-і — 1970-і рр. була предметом наукових досліджень спелеологів, археологів і палеонтологів.
За останні півстоліття печера набула суперечливої популярності. У популярній літературі наводяться думки, що люди з високою чутливістю нібито можуть бачити тут галюцинації, про цю печеру говорять як про «місце сили» і «науковий феномен».
З початку 2000-х рр. Кашкулакська печера — туристичний об'єкт. Тут працює декілька туристичних фірм, що регулярно здійснюють рейси з курорту «Озеро Шира».
З печерою пов'язано безліч скандалів. Так, в 2000—2002 гг це місце було предметом культового шанування непостійної групи індуїстських шиваїтських священнослужителів на чолі з Свами Сатья Саї Даас, що заснували тут неофіційний монастир — «Саї Лінгешвара Ашрам» (санскр.: Обитель Істини і Вселенського добробуту і спокою). Для них це місце являло інтерес як природний храм. За словами «брахманів», це місце було вказане зверху як святе і вимагаюче догляду і охорони від руйнівної дії людини. Після трьох років боротьби з негативним відношенням місцевої адміністрації і населення неофіти були вимушені залишити місце.
Досі тут проводять ритуали хакаські шамани і російські чаклуни, проходять тренінги серед «езотериків».

## Екскурсії в Кашкулакську печеру
Зараз існує декілька туристичних фірм, організуючих екскурсії в Кашкулакську печеру (як правило, тільки по верхньому ярусу). Найчастіше вони організовуються на курорті «Озеро Шира» або в селищі Жемчужный.
Печеру також відвідує велике число самостійних груп спелеотуристів. Приблизний опис шляху: селище Шира — траса на Комунар — аал Топанов (асфальтована дорога); далі в гори йде обсипна дорога 1980-х — 1990-х рр. Через 10 км від неї відходить добре наїжджена польова дорога, проте пересування по ній украй ускладнене в дощовиту пору (липень — початок серпня). По цій дорозі — ще 5 км до самої печери.